# Dopethrone
| Đánh giá chuyên môn | Đánh giá chuyên môn |
| Nguồn đánh giá      | Nguồn đánh giá      |
| Nguồn               | Đánh giá            |
| ------------------- | ------------------- |
| Allmusic            | [ 1 ]               |
| I-Mockery           | [ 2 ]               |

Dopethrone là album phòng thu thứ ba của ban nhạc doom metal người Anh Electric Wizard. Nó được phát hành năm 2000 qua Rise Above Records và tái phát hành bởi cùng một hãng đĩa năm 2004 với 2007 với bài hát tặng kèm.
Dopethrone, cùng với Come My Fanatics..., thường được xem là những nhạc phẩm có sức ảnh hưởng nhất Electric Wizard và điểm sáng trong sự nghiệp ban nhạc. Các nhà phê bình mô tả album như một trong số những tác phẩm "doom chậm nhất, nặng nhất có thể tưởng tượng được" và nói rằng "nó có lẽ cũng là album hay nhất nổi bật lên từ cả giới stoner-rock nước Anh". Khi phỏng vấn với Kerrang! vào tháng 7 năm 2009, Jus Oborn nhớ lại: "Khi đó đa số chúng tôi nghiện nặng loại ma túy hoặc cồn nào đó, và chỉ toàn sự căm ghét. Chúng tôi chống lại thế giới, và chúng tôi chỉ muốn làm một tác phẩm ghê tởm, bẩn thỉu, và thối tha nhất từng được thu âm. Bọn tôi "cắm trại" ở phòng thu, cho nên chỉ việc thức dậy, dùng nhiều ma túy nhất có thể, và rồi bắt đầu chơi nhạc."
Trong album này, các âm thanh chậm, nặng nề và psychedelic của Electric Wizard trở nên thô ráp và mãnh liệt hơn.
Dopethrone được tạp chí Terrorizer chọn làm "Album thập kỷ".
Bài hát "Vinum Sabbathi" cũng xuất hiện trong phim tài liệu "The Wild and Wonderful Whites of West Virginia"

## Danh sách bài hát
Tất cả các ca khúc được viết bởi Jus Oborn/Tim Bagshaw.
| STT              | Nhan đề                                                                 | Thời lượng |
| ---------------- | ----------------------------------------------------------------------- | ---------- |
| 1.               | "Vinum Sabbathi"                                                        | 3:05       |
| 2.               | "Funeralopolis"                                                         | 8:43       |
| 3.               | "Weird Tales" 1. "Electric Frost" 2. "Golgotha" 3. "Altar of Melektaus" | 15:05      |
| 4.               | "Barbarian"                                                             | 6:29       |
| 5.               | "I, The Witchfinder Aka Las Torturas de la Inquisicion"                 | 11:04      |
| 6.               | "The Hills Have Eyes"                                                   | 0:46       |
| 7.               | "We Hate You"                                                           | 5:08       |
| 8.               | "Dopethrone" (10:55 trên bản có "Mind Transferral")                     | 20:48      |
| 9.               | "Mind Transferral" (chỉ có trên bản tái phát hành)                      | 14:54      |
| Tổng thời lượng: | Tổng thời lượng:                                                        | 76:08      |

## Thành phần tham gia
- Jus Oborn – guitar, hát, các hiệu ứng
- Tim Bagshaw – bass, hiệu ứng
- Mark Greening – trống
- Sáng tác – Jus Oborn/Tim Bagshaw
- Arrangement – Electric Wizard
- Sản xuất bởi Rolf Startin
- Bìa đĩa – Hugh Gilmour, Tim Bagshaw và Jus Oborn

## Lịch sử phát hành
| Năm  | Hãng đĩa         | Định dạng | Quốc gia | In đĩa? | Ghi chú                                                                                        |
| ---- | ---------------- | --------- | -------- | ------- | ---------------------------------------------------------------------------------------------- |
| 2000 | Rise Above       | CD        | Anh      | Có      | CD gốc                                                                                         |
| 2001 | JVC Victor       | CD        | Nhật Ban | Có      | Gồm track thêm                                                                                 |
| 2001 | The Music Cartel | CD        | Mỹ       | Có      |                                                                                                |
| 2004 | Rise Above       | CD        | Anh      | Có      | Gồm track thêm                                                                                 |
| 2004 | Rise Above       | LP đôi    | Anh      | Có      | Gồm track thêm; giới hạn 1500 bản (1000 white, 500 black)                                      |
| 2007 | Rise Above       | LP đôi    | Anh      | Có      | Gồm track thêm; giới hạn 800 bản (50 purple silk, 100 transparent amber, 100 clear, 550 black) |
| 2007 | Rise Above       | DigiCD    | Anh      | Không   | Phiên bản remaster; gồm track thêm                                                             |
| 2007 | Candlelight      | DigiCD    | Mỹ       | Không   | Phiên bản remaster; gồm track thêm                                                             |
| 2010 | Rise Above       | LP đôi    | Anh      | Không   | Tái phát hành Vinyl Đen                                                                        |

## Hát lại
Ban nhạc doom metal người Mỹ Akem Manah phát hành 2 phiên bản hát lại cho bài hát "Funeralopolis". Một là bản demo trên EP Horror in the Eyes(2011) và một bản chính thức trên album dài Night of the Black Moon (2012).